# Clitoria simplicifolia
Clitoria simplicifolia är en ärtväxtart som först beskrevs av Carl Sigismund Kunth, och fick sitt nu gällande namn av George Bentham. Clitoria simplicifolia ingår i släktet Clitoria, och familjen ärtväxter. Inga underarter finns listade i Catalogue of Life.